# Kanton Ducos

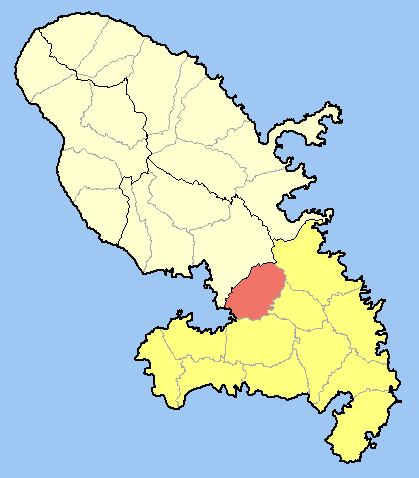
Lage des Kantons Ducos im Arrondissement Le Marin und im Übersee-Département Martinique

Der Kanton Ducos war ein Kanton im französischen Übersee-Département Martinique im Arrondissement Le Marin. Er umfasste die Gemeinde Ducos.
Vertreter im Generalrat des Départements war seit 1998 Charles-André Mencé.